# Acrogonia flagellata
Acrogonia flagellata är en insektsart som beskrevs av Young 1968. Acrogonia flagellata ingår i släktet Acrogonia och familjen dvärgstritar.
Artens utbredningsområde är Franska Guyana. Inga underarter finns listade i Catalogue of Life.